# MG 4 EV
La MG 4 EV, chiamata anche MG4 o MG Mulan nel mercato cinese (fino a agosto 2023), è un'autovettura elettrica prodotta dalla casa automobilistica cinese SAIC con il marchio inglese Morris Garages dal 2022.

## Profilo e contesto

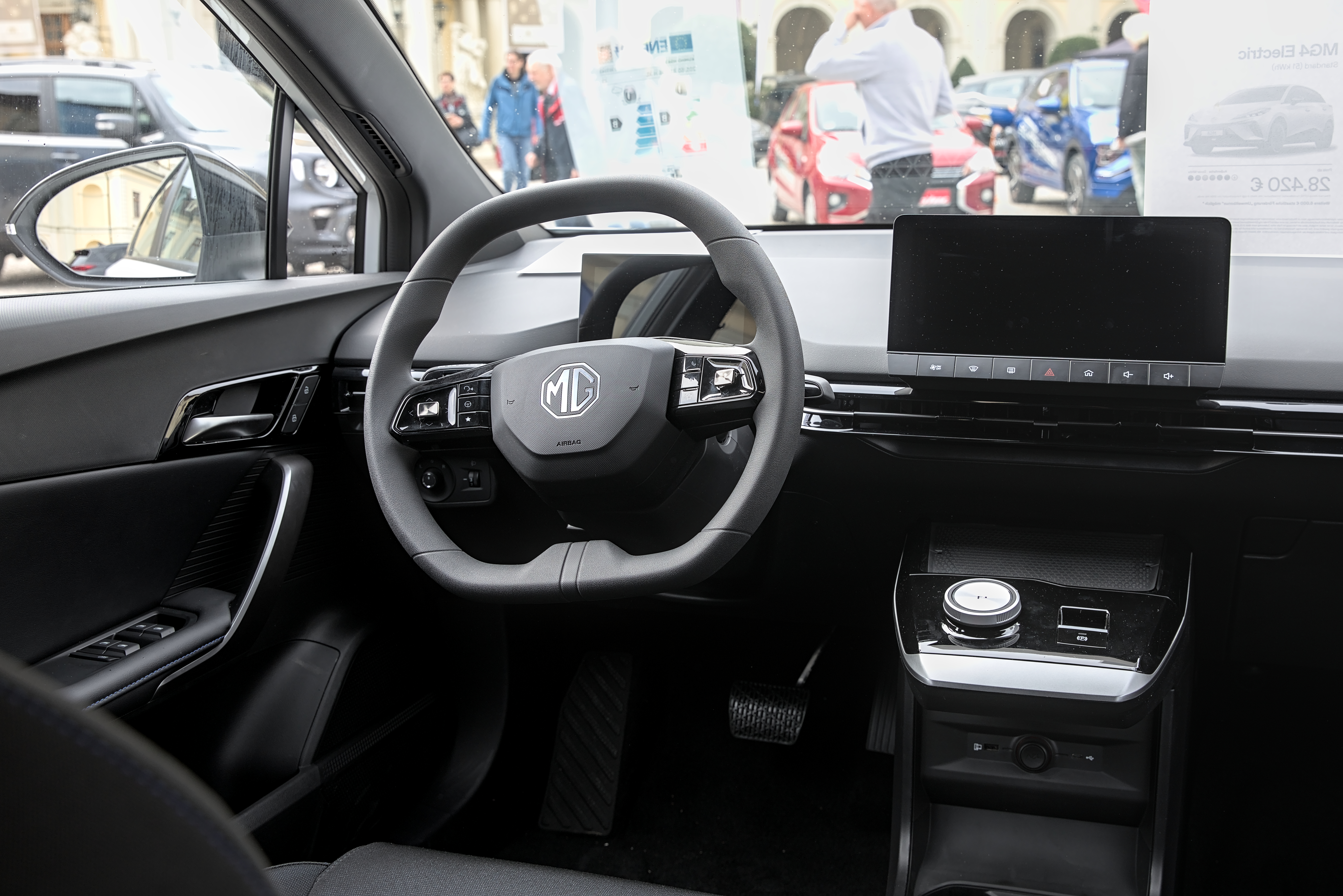
Posto guida

La MG4 EV è una monovolume elettrica di segmento C, che ha esordito per la prima volta nel giugno 2022 con il nome di MG Mulan in Cina; è il primo veicolo basato sulla piattaforma modulare elettrica del gruppo SAIC chiamata "piattaforma Nebula". In Europa la vettura è stata presentata nel luglio 2022 come MG4 EV.
Sviluppata con il nome in codice EH32, l'auto è stata progettata come un modello da esportare a livello globale, con il mercato europeo fissato come principale target di vendita.

### Tecnica e meccanica
L'MG4 EV ha una distribuzione del peso ripartita a 50:50 tra i due assi e un baricentro di 490 mm. La MG ha progettato la batteria in maniera tale che fosse il più sottile e piatta possibile, risultando alta solamente 110 mm. Per i modelli dotati della normale tecnologia di ricarica a 400 volt, cinque minuti di ricarica sono sufficienti per aggiungere 100 km di autonomia e 39 minuti per raggiungere l'80 % partendo dal 10 %.
Inizialmente al lancio, l'MG4 EV è disponibile con batteria da 51 o 64 kWh (netti utilizzabili), con rispettivamente chimica LiFePo4 e 350 km di autonomia o chimica NMC e 450 km di autonomia, secondo il ciclo di omologazione WLTP. Tutte le motorizzazioni comprendono un singolo motore elettrico del tipo sincrono a magneti permanenti montato sull'asse posteriore sotto il vano bagagli, da 125 o 150 kW (170 o 204 CV).
Dalla seconda metà del 2024 le batteria di taglio inferiore passa da 51 a 49 kWh.

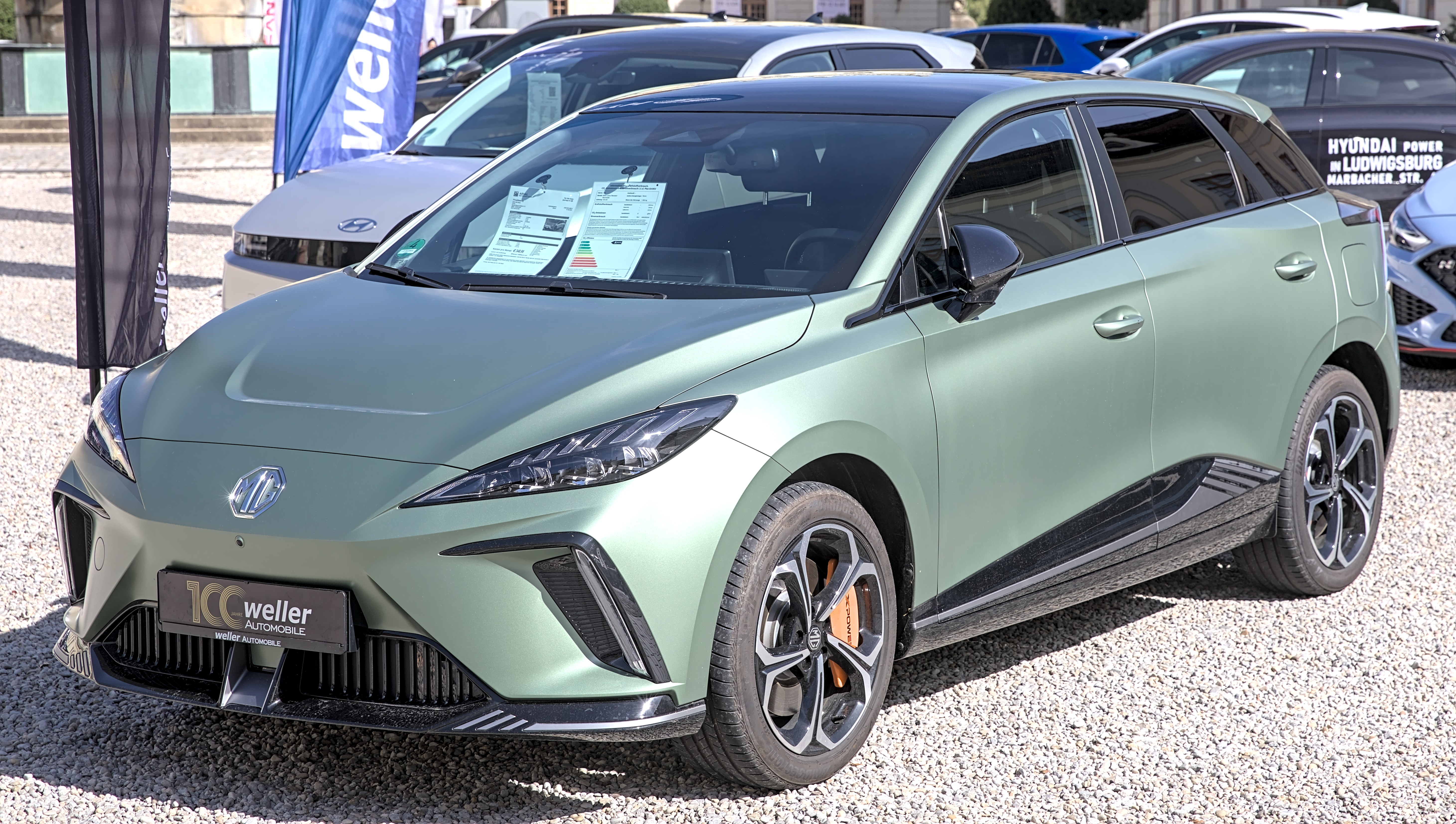
MG4 EV XPower

## Evoluzione

### MG4 EV XPower
Un modello a doppio motore, trazione integrale e più prestazionale dell'MG4 EV chiamato XPower (in Cina come MG Mulan Triumph Edition) è stato presentato a luglio 2023. Le differenze rispetto alla MG4 standard includono cerchi in lega da 18 pollici, pinze dei freni maggiorate verniciate di arancione e rifiniture verdi. Il sistema propulsivo combina due motori elettrici, uno da 150 kW (204 CV) nella parte anteriore e uno da 170 kW (231 CV) nella parte posteriore, per una potenza combinata di 320 kW (435 CV) e 600 Nm di coppia. Questa versione è dotato del Dynamic Cornering Control System che combina un differenziale autobloccante elettronico con il torque vectoring. L'accelerazione da 0 a 100 km/h avviene in 3,8 secondi. Inoltre questa versione utilizza anche una configurazione dell'assetto modificata, con sospensioni più rigide del 25% aventi molle e ammortizzatori ricalibrati e barre antirollio più rigide, sterzo più diretto, freni a disco all'avantreno più grandi da 345 mm e una maggiore potenza d'azione della frenata rigenerativa.

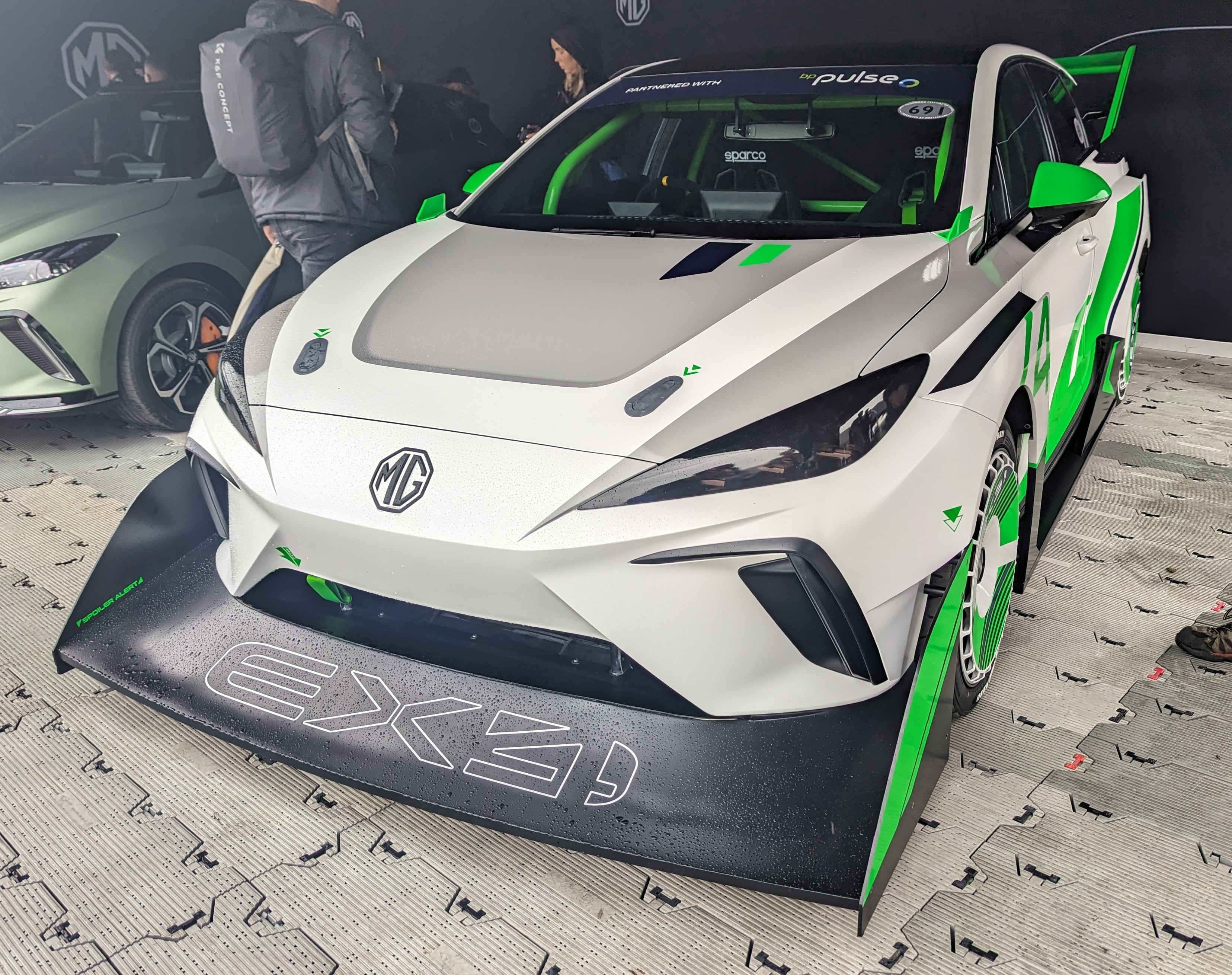
MG EX4

### MG EX4
Al Goodwood Festival of Speed del 2023, MG ha presentato l'EX4, un esemplare unico in tributo e progettato per celebrare il 40° anniversario dell'auto da rally MG Metro 6R4 degli anni '80. Basata sulla MG4 XPower utilizzando lo stesso propulsore a doppio motore elettrico da 320 kW (435 CV) della XPower, l'EX4 è stata progettata in collaborazione con RML Group, e si caratterizza per passaruota allargati, uno splitter anteriore e un grande spoiler posteriore, molto simile all'originale 6R4.

## Riepilogo caratteristiche
| Versione       | Produzione | Batteria | Capacità della batteria                   | Autonomia (WLTP) | Potenza         | Coppia | 0–100 km/h  | Velocità massima | Trazione   |
| -------------- | ---------- | -------- | ----------------------------------------- | ---------------- | --------------- | ------ | ----------- | ---------------- | ---------- |
| Standard       | Q3/2022    | LFP      | 51,0 kWh nominali (50,8 kWh utilizzabili) | 351 km           | 125 kW (170 CV) | 250 Nm | 7,7 secondi | 160 km/h         | Posteriore |
| Long range     | Q3/2022    | NMC      | 64,0 kWh nominali (61,7 kWh utilizzabili) | 435 km           | 150 kW (204 CV) | 250 Nm | 7,9 secondi | 160 km/h         | Posteriore |
| Range extented | Q3/2023    | NMC      | 77,0 kWh nominali (74,4 kWh utilizzabili) | 520 km           | 180 kW (245 CV) | 350 Nm | 6,5 secondi | 180 km/h         | Posteriore |
| XPower         | Q3/2023    | NMC      | 64,0 kWh nominali (61,7 kWh utilizzabili) | 385 km           | 320 kW (435 CV) | 600 Nm | 3,8 secondi | 200 km/h         | Integrale  |